# De Batavier (schip, 1925)
Het wachtschip De Batavier is een schip van het Varend erfgoed, dat wordt gebruikt door de scouts van ZV de Batavieren, een groep van Scouting Nederland in Nijmegen, Admiraliteit 15 Maas en Waal. Het schip heeft twee ruimen, die ook als slaapruimtes kunnen fungeren en een aparte keuken. De scouts gebruiken het schip ook tijdens kampen. Het heeft een ligplaats aan de Mookerplas te Middelaar.

## Het schip
Het schip werd in september 1925 te water gelaten als luxemotorschip. Het werd gebruikt voor het vervoer van o.a. graan en veevoer. Het werd een aantal malen verlengd om bij de tijd te blijven. Maar rond 1995 werd het toch te klein voor de beroepsvaart en kon het door de groep aangeschaft worden. 
Om het geschikt te maken als wachtschip zijn er verschillende grote verbouwingen verricht. Er werd een stalen dek in gelast, en voor de stabiliteit van het lege schip werd er voor de machinekamer een 4800 kg beton als ballast in gestort. Er kwam een trap en de twee ruimen werden met elkaar verbonden. Het kreeg ook 2 aparte toiletten in het ruim. Het schip werd daarmee geschikt om met een grote groep ook zomerkampen te houden. Het heeft een 4 cylinder Deutz als hulpmotor met aggregaat. Om de vletten aan dek te kunnen vervoeren heeft het schip een hydraulische laadkraan, WLL 800 kg.

## Liggers Scheepmetingsdienst[2]
| Meetnummer | District en volgnr. | Meetdatum        | Meetplaats   | Lengte [m] | Breedte [m] | Inzinking [m] | Waterverplaatsing [ton] | Naam         | Eigenaar | Domicilie |
| ---------- | ------------------- | ---------------- | ------------ | ---------- | ----------- | ------------- | ----------------------- | ------------ | -------- | --------- |
| G2142N     | Groningen           | 9 oktober 1925   | Ruischerbrug | 26,00      | 5,15        | –             | 116,674                 | STELLA       | A. Koers | Groningen |
| G2937N     | Groningen           | 1 november 1929  | Hoogezand    | 31,49      | 5,16        | –             | 155,402                 | STELLA       | A. Koers | onbekend  |
| R28829N    | Rotterdam           | 15 juli 1964     | –            | 36,60      | 5,20        | 1,89          | 216,979                 | WILHELMINA   | –        | –         |
| AN3801     | Amsterdam           | 25 november 1988 | –            | 36,60      | 5,18        | 1,89          | 214,232                 | RIJNSTROOM V | –        | –         |